# 頂廍村
頂廍村，古名頂廍仔，是台灣彰化縣芳苑鄉中南部的一個村，位於鄉治所在地芳苑聚落的東南方，包括芳苑鄉芳信段、芳頂段、芳崎段全區。
聚落分南北兩區，北為頂廍、南為隙仔，大致以芳苑二排為分水嶺。產業以農牧業為主，為一年二期農作或三期農作。民風純樸，是典型的農村社區。2014年11月全村有12個鄰、214戶、660人。

## 歷史
頂部村在明末及清領時期即有漢人移民開墾，清末及日治初期稱為「頂廍仔庄」，隸屬深耕堡。1920年（大正九年）行政區劃改制時，雅化為「頂廍子」大字，劃歸沙山庄管轄，隸屬臺中州北斗郡。
戰後國民政府接收台灣時，頂廍子大字改制為村，沙山庄改制為沙山鄉，隸屬臺中縣北斗區。1946年2月沙山鄉改名芳苑鄉。1951年，芳苑鄉改隸屬彰化縣。
當地昔日普遍種植甘蔗。古地名中的「廍」字，即表示曾有製糖場所（糖廍）。

## 信仰
村民信仰以佛教、道教為主。武龍宮為北區的信仰中心，創建於1852年（清咸豐二年）。日治時期曾經歷台灣總督府的壓制。中華民國接管臺灣後於1946年由張通、李三發起重建。主祀吳府千歲，附同祀朱府千歲、玄天上帝、關聖帝君、中壇元帥。
文德宮為南區（隙仔地區）的信仰中心，創建於民國初年，由唐氏家族捐地建廟，主祀溫府千歲。民國80年代還設有宋江陣陣團。

## 教育
路上國小頂廍分校：建於1956年（民國45年），由地方耆老發起樂捐成立。1984年（民國73年）臺灣省政府核准經費一百三十餘萬元重建校舍。2003年（民國92年）7月路上廢校，學生改至鄰近的路上國小、芳苑國小就讀。
1995年（民國84年）逢北路上農地重劃，校地2,873平方公尺未辦理登記，重劃後納入彰化縣政府國有土地。2013年（民國102年）縣府活化公有土地，經村長洪賜正多方奔走、墾求下留用為社區600多人的活動中心。

## 特產
稻米以台中秈稻10號、台南11號、台梗9號、落花生、高麗菜、青蔥為大宗。居民會以自家花生加工成花生油食用，因此村庒裡還留有二座傳統製油廠。每逢一、二期農作收成時期大街小巷、農村三合院廣場都曬滿落花生，為落花生主要產區。